# Богданов, Николай Георгиевич (военачальник)
Богданов Николай Георгиевич (11 октября 1903, деревня Клокшино, Маловишерского район Новгородской области — 2 мая 1967, Ленинград) — советский военачальник, контр-адмирал (15.11.1944), участник Великой Отечественной войны.

## Биография
Николай Георгиевич родился в деревне Клокшино, Маловишерского района Новгородской области 11 октября 1903 года. В период с 1922 по 1924 годы учился в Военно-морском подготовительном училище в Ленинграде. С 1924 года учился в Военно-морском училище имени М. Ф. Фрунзе, с 1929 по 1930 годы проходил «Высшие специальные офицерские классы ВМФ», С 1936 по 1939 учился на командном факультете Военно-морской академии имени К. Е. Ворошилова.
Служил юнгой с 1918 по 1920 годы, затем был учеником-электриком, участвовал в Кронштадтском восстание в 1921 году, по этой причине был направлен в административную ссылку с апреля 1921 года по 1922. После амнистии в 1927—1929 годах служил вахтенным начальник на МН «Свердлов», в период с 1930 по 1931 был штурманом на канонерской лодке «Альтфатеря» и «Ленин». Участвовал в Советско-финляндской войне, будучи командиром эскадренного миноносца «Ленин». С 1940 года был начальником 2-го отделения оперативного отдела штаба КБФ.

### Великая Отечественная война
В Великую Отечественную войну вступил в прежней должности. С сентября 1941 года руководил отделом боевой подготовки штаба КБФ. Несмотря на сложные и специфические условия базирования флота, ему удалось правильно нацелить соединения, части и корабли флота на отработку необходимых задач. Является участником битвы за Ленинград. Лично принимал участие в подготовке и проведении десантной операции на Ладожском озере в районе реки Тулоксы. Возглавлял штаб по эвакуации войск 23-й и 8-й армий. С 3 мая 1945 года возглавил штаб Юго-Западного МОР.

### Послевоенные годы
С мая 1945 по июнь 1951 года был начальником Тихоокеанского высшего военно-морского училища, с декабря 1953 по май 1957 года — начальником Черноморского высшего военно-морского ордена Красной Звезды училище имени П. С. Нахимова.
Закончил службу в звании контр-адмирала. Похоронен на Серафимовском кладбище в Санкт-Петербурге.

## Награды
- Орден Ленина (1946)
- Четыре ордена Красного Знамени (1943, 1944 — 2, 1949);
- Орден Красной Звезды (1940);
- Медаль «За оборону Ленинграда»[1].